# Hubert Edouard Thomas Regout
Hubert Edouard Thomas Regout, roepnaam Edouard of Eduard (Maastricht, 24 oktober 1829 – Maastricht, 6 november 1878), was een Nederlands ondernemer.

## Biografische schets
Edouard Regout was een telg uit de bekende Maastrichtse fabrikantenfamilie Regout. Hij was de tweede zoon van Petrus I Regout (1801-1878) en Aldegonda Hoeberechts (1798-1878). Als kind beleefde hij van dichtbij de stichting van de glas-, kristal- en aardewerkfabrieken door zijn vader, en de razendsnelle groei van het familie-imperium aan de Boschstraat en het Bassin. Op zijn zestiende kwam Eduard in het bedrijf van zijn vader, Petrus Regout & Co.; vanaf 1870 was hij vennoot van de toen opgerichte v.o.f. Na de dood van zijn vader in 1878 werd het bedrijf omgezet in een commanditaire vennootschap (c.v.), waarvan Edouard een van de directeuren zou worden, maar zijn vroegtijdige dood verhinderde dat. Zijn broers Petrus (II), Eugène en Louis (I) zetten het familiebedrijf voort, waarbij Petrus en Louis de meeste invloed hadden.
Edouard Regout was gehuwd met Théodosie Kersten (1829-1892), dochter van de classicus en filosoof Pierre Kersten (1789-1865), die vanaf 1821 in Luik de Franstalige krant Le Courrier de la Meuse uitgaf. (Niet te verwarren met Le Courrier de la Meuse, Journal du Limbourg, die van 1851 tot 1892 te Maastricht verscheen).

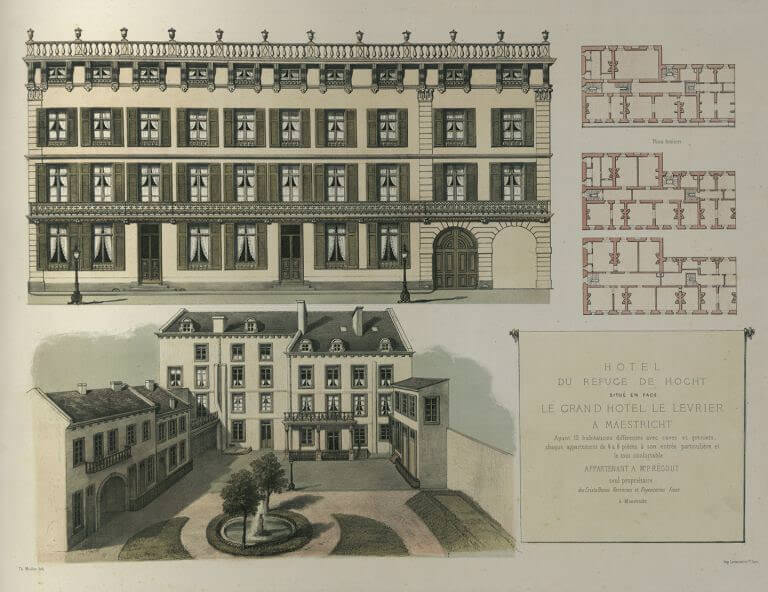
Hôtel du Refuge de Hocht in de Boschstraat (album, ca. 1868)

Volgens de traditie zou Petrus I Regout ervoor gezorgd hebben dat al zijn kinderen een kasteel, villa of herenhuis kregen toebedeeld. Als dit juist is, is bij Edouard de rol van zijn vader niet helemaal helder. Mogelijk woonden hij en Théodosie na hun huwelijk in 1852 enige tijd in de Refugie van Hocht aan de Boschstraat, vlak bij de fabriek. Dit gebouwencomplex was van 1850 tot 1876 in bezit van Petrus I, die het liet verbouwen tot een hôtel particulier met een nieuwe, doorlopende gevel. In 1861 woonden hier nog altijd enkele van zijn gehuwde kinderen met hun gezinnen. Het bevolkingsregister van 1860-1880 situeert Edouard echter op Sint Servaasklooster nr. 1914 (vanaf 1888 nr. 24). Per 23 december 1864 verhuisde het gezin naar Grote Gracht nr. 1635 (vanaf 1888 nr. 84). Dit was het huidige nr. 82: het Huis Soiron. Na zijn dood bewoonde Edouards zoon Joseph tot 1920 dit laat-18e-eeuwse stadspaleisje.
Edouard Regout leed aan pneumoconiose, de zogenaamde "pottemennekeskrenkde" (aardewerkstoflongen), waaraan ook veel van zijn werknemers overleden. Hij stierf op 49-jarige leeftijd, slechts enkele maanden na zijn vader en acht dagen vóór zijn moeder. Eduard werd bijgezet in het familiemausoleum in Meerssen. Na zijn dood volgde zijn weduwe hem op als commanditair vennoot van het familiebedrijf.

## Nakomelingschap
Op 26 maart 1852 trouwde Edouard Regout in Luik met zijn volle nicht Marie Marguerite "Théodosie" Léontine Kersten (1829-1892), dochter van Pierre Kersten en Maria Agnes Hoeberechts. Het echtpaar kreeg elf kinderen, van wie er vier de volwassenheid niet bereikten; de twee jongste kinderen overleden drie dagen na elkaar, mogelijk ten gevolge van een kinderziekte. Voor zover bekend vervulde geen van de zonen een functie op directieniveau in het familiebedrijf. Frederik (Frits) was de meest ondernemende, maar wekte met zijn eigen aardewerkfabriek wrevel bij de rest van de familie.
|                                                                    |  |  |
| Théodosie Regout-Kersten en de zes oudste kinderen, omstreeks 1865 |  |  |

1. Marie Hubertine Théodosie "Gabrielle" Regout (1852-1915), trouwde in 1875 met Jules Descampe  (1842-1923), burgemeester van Marbais (1908-1921), 5 kinderen, waaronder Edouard Descampe
2. Hubert Marie Pierre Edouard "Fernand" Regout (1853-1854)
3. Marie Pierre Casimir Edouard "Adrien" Regout (1854-1930), ongehuwd, geen kinderen
4. Pierre Hubert "León, Leo" Regout (1855-1908), pater jezuïet en directeur Sint Claverbond, ongehuwd, geen kinderen
5. Marie Eugenie Hubertine Regout (1856-1935), ongehuwd, geen kinderen
6. Hubert Dieudonné Frédéric ("Frederik" of "Frits") Regout (1858-1937), afdelingshoofd Petrus Regout & Co., oprichter aardewerkfabriek Frederik Regout & Co. (1891-1896), mede-oprichter tingieterij NV Kunsttin, later NV Urania (1902-1910), gehuwd met Clara Polis (1857-1938), geen kinderen
7. Henri Paul Hubert Regout (1861-1861)
8. Hubert Louis Gaston Joseph (Joseph I) Regout (1862-1939), directeur NV Stoombierbrouwerij Ceres (1887-1930),[9] gehuwd met Thérèsia Coenegracht (1864-1944), 13 kinderen
9. Gustave Hubert Louis Lucien Maxime ("Max") Regout (1864-1906), werkte korte tijd bij het bedrijf van zijn broer Frederik, gehuwd met Anna Rutten (1865-1917), 3 kinderen
10. Marie Thérèse Hubertine Aldegonde Regout (1866-1873)
11. Hubert Jean Xavier Regout (1868-1873)

In 2012 behoorden 15 van de 365 nakomelingen van Petrus I Regout en Aldegonda Hoeberechts tot de tak Edouard Regout (11 mannen en 4 vrouwen), waarmee dit de minst talrijke tak binnen de familie Regout is. Tot de bekendere nakomelingen behoren de ondernemers Frederik, Joseph I en Joseph II Regout.